# Soleá

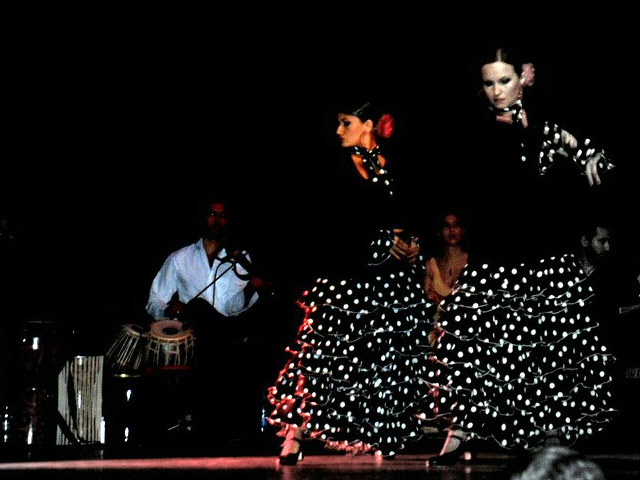
Jeden z zespołów muzycznych wykonujących pieśni soleá.

Soleares (lub w prostszej formie soleá, co jest skrótem od słowa soledad, które w języku hiszpańskim znaczy osamotnienie lub samotność) – jeden z najbardziej podstawowych stylów (tzw. palos) muzyki flamenco. Prawdopodobnie pochodzi z okolic Sewilli w Andaluzji, wysuniętego najdalej na południe regionu Hiszpanii. Pieśni w stylu soleá zawierają trzy lub cztery zwrotki grane w rytmie 3/4 lub 3/8. Zwykle wykonywane są tylko na jedną gitarę, w tonacji frygijskiej E, chociaż stosunkowo często można je także usłyszeć w skali frygijskiej A.
Teksty pieśni mają na ogół poważny charakter, stosownie do podniosłego charakteru muzyki. Często mają dość moralizatorski ton i przekazują uczucia głębokiego bólu.
Soleá jest jednym z palos flamenco, który posiada największą liczbę tradycyjnych pieśni i jest szczególnie ceniony przez doświadczonych artystów i wyrobioną publiczność. Styl ten jest bardzo wymagający dla śpiewaków, ponieważ muszą oni starać się być kreatywnymi, a jednocześnie z drugiej strony szanować tradycję. Znalezienie właściwej równowagi między melodią i rytmem jest niezwykle trudne. Wymaga od śpiewaczki szerokiej rozpiętości wokalnej, która poza tym musi jeszcze utrzymać właściwą równowagę między namiętnością a powściągliwością.

## Źródła (w języku hiszpańskim)
- ÁLVAREZ CABALLERO, Ángel: El cante flamenco, Alianza Editorial, Madrid, 1998
- BLAS VEGA, José & RIOS RUIZ, Manuel: Diccionario Enciclopédico Ilustrado del Flamenco, Cinterco, 1988
- ÁLVAREZ CABALLERO, Ángel: La discografía ideal del flamenco, Planeta, Barcelona 1995
- MARTÍN SALAZAR, Jorge: Los cantes flamencos, Diputación Provincial de Granada